# Sphaerodoropsis papillifer
Sphaerodoropsis papillifer är en ringmaskart som först beskrevs av Moore 1909.  Sphaerodoropsis papillifer ingår i släktet Sphaerodoropsis och familjen Sphaerodoridae. Inga underarter finns listade i Catalogue of Life.